# Labuhan Tangga Besar
Labuhan Tangga Besar is een bestuurslaag in het regentschap Rokan Hilir van de provincie Riau, Indonesië. Labuhan Tangga Besar telt 2301 inwoners (volkstelling 2010).